# Podujevo
Besianë en albanais et Podujevo en serbe latin (en serbe cyrillique : Подујево ; autre nom albanais : Podujeva) est une ville et une commune/municipalité du Kosovo qui fait partie du district de Pristina (selon le Kosovo) ou du district de Kosovo (selon la Serbie). Selon le recensement kosovar de 2011, la commune compte 88 499 habitants et la ville intra muros 23 453.

## Géographie
Podujevë/Podujevo se trouve au nord-est du Kosovo. Le fleuve Lab travers la commune/municipalité du nord au sud. À proximité de la ville se trouve le lac de Batlava, un lac de retenue créé par la construction d'un barrage sur la rivière dans les années 1970 ; ce lac approvisionne en eau potable les communes/municipalité de Podujevë/Podujevo et de Prishtinë/Pristina. En été, ce lac constitue un lieu populaire pour la pêche et la baignade.

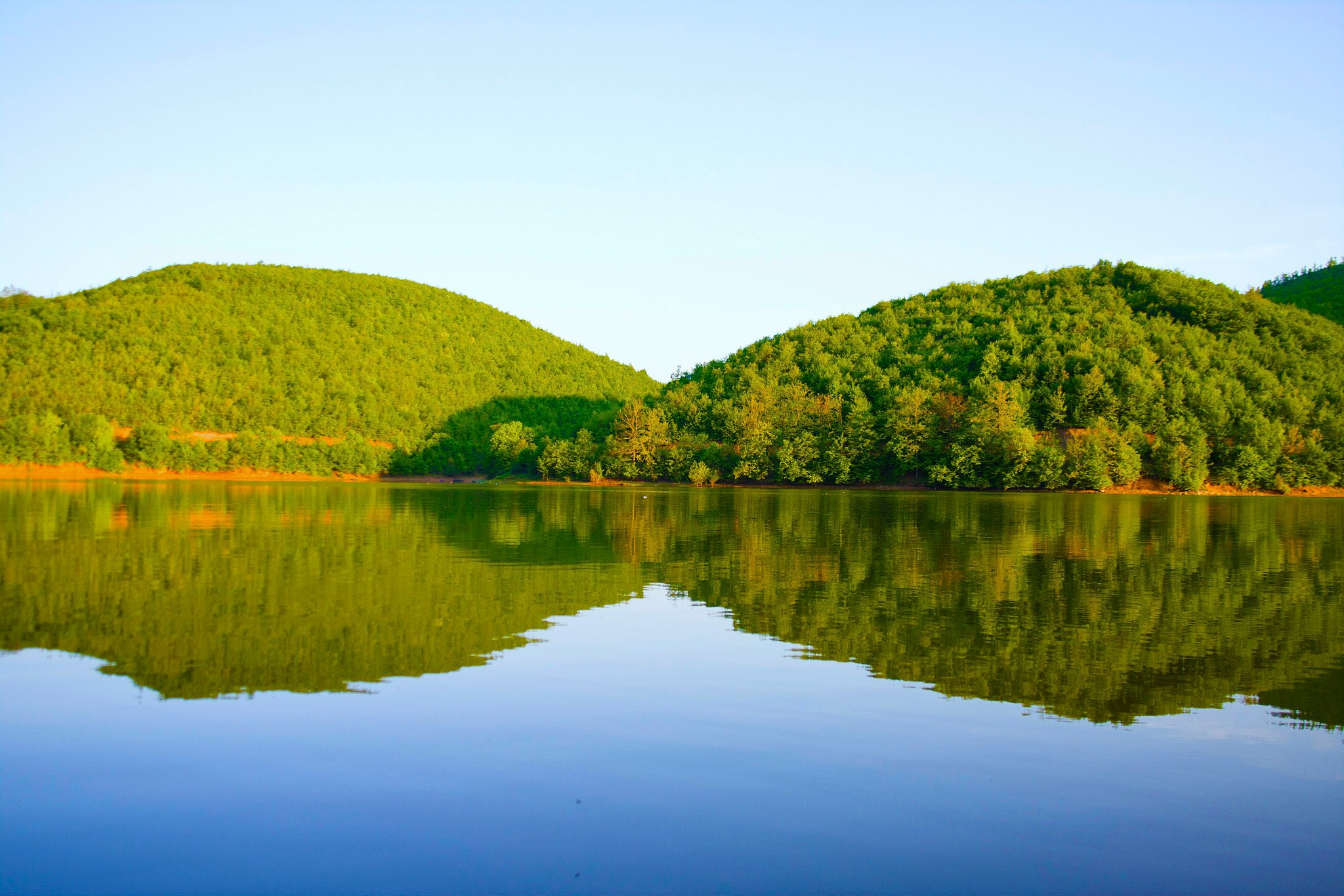
Le lac de Batlava

## Localités

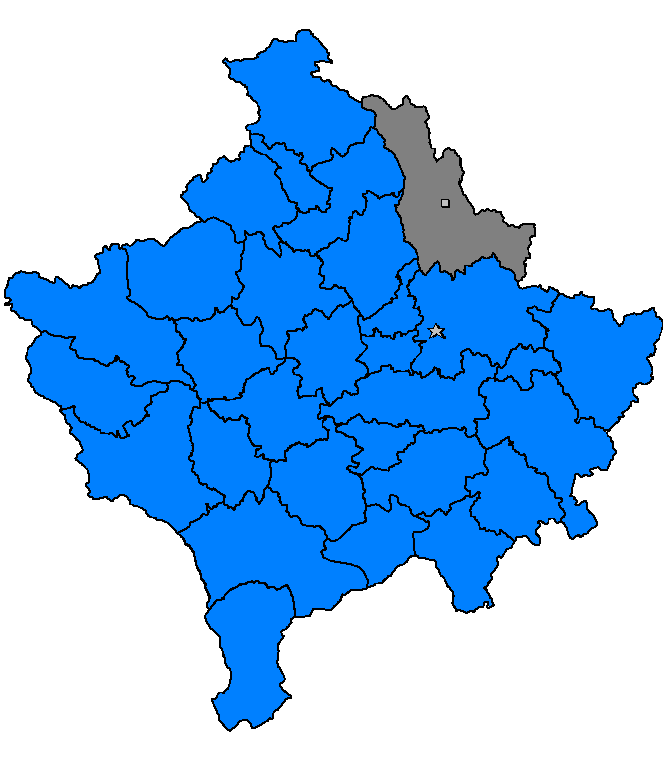
Localisation de la commune/municipalité de Podujevë/Podujevo au Kosovo

La commune/municipalité de Podujevë/Podujevo compte 77 localités ; selon la pratique de l'OSCE, le nom de la nationalité majoritaire est indiqué en premier ; pour Podujevë/Podujevo, il figure en albanais, tandis que le deuxième nom est en serbe.
| - Bajçinë/Bajčina - Balloc/Balovac - Barainë/Baraina - Batllavë/Batlava - Bellopojë/Belo Polje - Bërvenik/Brevnik - Bllatë/Blato - Bradash/Bradaš - Brainë/Braina - Brecë/Brece - Burincë/Burince - Dobërdol/Dobri Do - Dobratin/Dobrotin - Dumnicë e Epërme/Gornja Dubnica - Dumnicë e Poshtme/Donja Dubnica - Dumosh/Dumoš - Dvorishtë/Dvorište - Dyz/Duz - Gërdoc/Grdovac - (Gërdoc)/Radujevac | - Gllamnik/Glavnik - Godishnjak/Godišnjak - Halabak/Alabak - Hërticë/Hrtica - Kaçybeg/Kačibeg - Kalaticë/Kaljatica - Kërpimeh/Krpimej - Krushevicë/Kruševica - Kunushec/Konjuševac - Letanc/Letance - Livadicë/Livadica - Lladoc/Ladovac - Llapashticë e Epërme/Gornja Lapaštica - Llapashticë e Poshtme/Donja Lapaštica - Llaushë/Lauša - Llugë/Lug - Lupq i Epërm/Gornje Ljupče - Lupq i Poshtëm/Donje Ljupče - Lluzhan/Lužane - Majanc/Majance |

| - Merdar/Merdare - Metehi/Metohija - Metergoc/Medregovac - Miroc/Mirovac - Murgull/Murgula - Muhazob/Mazap - Obrançë/Obrandža - Orllan/Orlane - Pakashticë e Epërme/Gornja Pakaštica - Pakashticë e Poshtme/Donja Pakaštica - Penduhë/Penduha - Peran/Perane - Përpellac/Prepolac - Podujevë/Podujevo - Pollatë/Palatna - Popovë/Popovo - Potok/Potok - Rakinicë/Rakinica - Reçicë/Rečica - Repë/Repa | - Revuq/Revuće - Sallabajë/Kisela Banja - Sfeçël/Svetlje - Shajkoc/Šajkovac - Shakovicë/Šakovica - Shtedim/Štedim - Siboc i Epërm/Gornji Sibovac - Siboc i Poshtëm/Donji Sibovac - Sllatinë/Slatina - Surdull/Surdula - Surkish/Surkiš - Sylevicë/Siljevica - Tërnavë/Trnava - Tërnavicë/Trnavica - Turuçicë/Turučica - Velikarekë/Velika Reka - Zakut/Zakut - Zhiti/Žitinje |

## Démographie

### Population dans la villeintra muros

#### Évolution historique de la population dans la ville
| 1948  | 1953  | 1961  | 1971  | 1981   | 1991   | 2011   |
| ----- | ----- | ----- | ----- | ------ | ------ | ------ |
| 2 435 | 3 253 | 4 870 | 8 490 | 15 894 | 25 847 | 23 453 |

|  |

#### Répartition de la population par nationalités dans la ville (2011)
En 2011, les Albanais représentaient 96,77 % de la population.

### Commune/Municipalité

#### Évolution historique de la population
| 1948   | 1953   | 1961   | 1971   | 1981   | 1991   | 2011   |
| ------ | ------ | ------ | ------ | ------ | ------ | ------ |
| 41 834 | 46 317 | 51 516 | 60 349 | 75 437 | 92 946 | 88 499 |

|  |

#### Répartition de la population par nationalités (2011)
En 2011, les Albanais représentaient 98,90 % de la population.

## Politique

### 2007
L'assemblée de Podujevë/Podujevo compte 41 membres, qui, en 2007, se répartissaient de la manière suivante :
| Parti                                  | Sièges |
| -------------------------------------- | ------ |
| Ligue démocratique du Kosovo (LDK)     | 21     |
| Parti démocratique du Kosovo (PDK)     | 15     |
| Alliance pour un nouveau Kosovo (AKR)  | 3      |
| Alliance pour l'avenir du Kosovo (AAK) | 4      |
| Parti de la justice (en) (PD)          | 1      |

Ilaz Pireva, membre du LDK, a élu maire de la commune/municipalité.

### 2009
À la suite des élections locales de novembre 2009 et après des changements d'alliance, les 41 sièges de l'assemblée municipale se répartissaient de la manière suivante :
| Parti                                  | Sièges |
| -------------------------------------- | ------ |
| Ligue démocratique du Kosovo (LDK)     | 20     |
| Parti démocratique du Kosovo (PDK)     | 13     |
| Alliance pour l'avenir du Kosovo (AAK) | 6      |
| Alliance civique (CI)                  | 1      |
| Parti de la justice (en) (PD)          | 1      |

Agim Veliu, membre du LDK, a élu maire de la commune/municipalité.

## Sport
Podujevë/Podujevo possède deux équipes de football évoluant dans le championnat du Kosovo de football : le FC Llapi et le FC Besiana. La commune/municipalité possède en outre des équipes de basket-ball, de handball, de tennis de table, de karaté, de volley-ball et un club de natation. L'équipe de karaté a obtenu des succès internationaux[réf. nécessaire].

## Économie
L'agriculture est le secteur le plus important de la commune/municipalité de Podujevë/Podojevo. En 2005, les deux plus grandes usines de la ville, qui produisent des briques et des pièces métalliques, ont été privatisées. En revanche, le chômage reste un des problèmes les plus importants de la région.

## Tourisme
Parmi les sites et les monuments culturels de la commune/municipalité, on peut citer :
- le site archéologique de Gumurište à Surkish/Surkiš (Néolithique)[4]
- le site de Vindenis à Gllamnik/Glavnik (IIe-VIe siècles)[5]
- le site archéologique de Kaljaja à Balloc/Balovac (Antiquité, Antiquité tardive)[6]
- le site archéologique de Gradina à Podujevë/Podujevo (?)[7]
- les ruines de la forteresse de Vrhlab à Belasica (XIVe siècle)[8]
- les ruines de l'église de la Mère-de-Dieu de Brainë/Braina (XIVe siècle)[9]
- les ruines de l'église Saint-Constantin-et-Sainte-Hélène d'Orllan/Orlane (XIVe siècle)[10]
- l'église Saint-Michel de Rakinicë/Rakinica (XIVe siècle/XVIe siècle/XXe siècle)[11]
- les ruines de l'église des Saints-Archanges de Bradash/Bradaš (Moyen Âge)[12]
- les ruines de l'église de Pollatë/Palatna (Moyen Âge)[13]
- les ruines de l'église Sainte-Marie de Batllavë/Batlava (XVIIe siècle)[14]
- une tour à Hërticë/Hrtica (?)[15]
- la maison Lalajva à Gllamnik/Glavnik (?)[15]

## Transports
Podujevë/Podujevo se trouve sur la voie principale qui conduit de Niš à Pristina.

## Personnalités
- Zahir Pajaziti, fondateur de l'UÇK (Armée de libération du Kosovo) ;
- Fadil Vokrri, footballeur ;
- Fatmir Sejdiu, homme politique ;
- Sabri Hamiti, écrivain ;
- Lutfi Lepaja, écrivain ;
- Agon Mehmeti, footballeur ;
- Kastriot Krasniqi, écrivain ;
- Skënder Hyseni (né en 1955), homme politique kosovar.
- Azet, chanteur